# Заволжский завод гусеничных тягачей
ЗАО «Заволжский завод гусеничных тягачей» (аббревиатура ЗЗГТ) — советское и российское машиностроительное предприятие расположенное в городе Заволжье, производитель гусеничных плавающих вездеходов.
Поставщик деталей и узлов для Горьковского автомобильного, Заволжского моторного и других заводов.

## История
Заволжский завод гусеничных тягачей основан в 1949 году как Ремонтно-механический завод по ремонту строительной техники: бульдозеров, тракторов, экскаваторов и других. Предприятие специализировалось на капитальном ремонте различной строительной техники.
Во время строительства Горьковской гидроэлектростанции на предприятии организовали производство металлоконструкций, необходимых для стройки. В этот период финансирование позволило увеличить производственные мощности предприятия благодаря вводу в строй новых цехов.
После окончания строительства ГЭС в 1956 году предприятие изменило вид своей деятельности и начало осваивать производство сосудов высокого давления для нужд строящегося в Дзержинске химического завода. В этот период предприятие получило наименование Заволжский завод «Химмаш» и почти десять лет производило различное оборудование для химической промышленности.
В период освоения Крайнего Севера, когда стал интенсивно развиваться нефтегазовый комплекс СССР, для работы в Якутии и других северных регионах потребовалась плавающие вездеходы. Необходимо было в условиях полного бездорожья перевозить огромное количество грузов, доставлять бригады нефтяников к месту работы, перевозить геологов, больных. Зимой в этих районах были очень низкие температуры, а летом тундра превращалась в непроходимые болота, по которым обычный транспорт не мог пройти, и требовались вездеходы.
Для решения задачи производства вездеходов для условий Крайнего Севера, постановлением Правительства CCCH в 1967 году «Химмаш» реорганизуется в ОАО «Заволжский завод гусеничных тягачей» (ЗЗГТ). Одновременно предприятие ввели в состав Горьковского автозавода (ГАЗ). Новая специализация потребовала полного обновления, создания новых производств, структурных подразделений, переобучения производственного персонала и формирования собственной конструкторской службы. Только через шесть лет была изготовлена опытная модель первого вездехода ГАЗ-71, который вскоре был поставлен на производство. За ним последовал выпуск очередной модели, а всего предприятие серийно выпустило более 20 моделей вездеходной техники.
Зарождающийся рынок в СССР заставил провести акционирование, и в 1993 году предприятие становится акционерным обществом.
В мае 2012 года открыли совместное предприятие с американской корпорацией Terex.

## Санкции
16 декабря 2022 года, на фоне вторжения России на Украину, завод был внесен в санкционные списки стран Евросоюза так как завод «поставляет автомобили ГАЗ3344-20 в Вооруженные Силы РФ, которые используются в агрессивной войне против Украины». 23 февраля 2023 года завод попал в санкционный список Канады против предприятий, участвующих в оборонной промышленности России и производстве вооружения которое Россия использует на Украине. По аналогичным основаниям завод находится под санкциями Украины и Швейцарии.

## Продукция

### Ранняя продукция
- ГТ-С(ГАЗ-47)
1954—1964
- ГТ-СМ (ГАЗ-71)
1968—1985
- ГАЗ-3402
1986-1991

### Современная продукция
Завод выпускает гусеничные транспортные средства, в том числе вездеходы следующих моделей:
- ГАЗ-34039
- ГАЗ-34039 «Ирбис»
- ГАЗ-3409 «Бобр»
- ГАЗ-3344
- ГАЗ-3351
- Снегоболотоход 5901